# Dothan Pro Tennis Classic 2013
Il Dothan Pro Tennis Classic 2013 è stato un torneo di tennis facente parte della categoria ITF Women's Circuit nell'ambito dell'ITF Women's Circuit 2013. È stata la 13ª edizione del torneo che si è giocata a Dothan negli Stati Uniti dal 15 al 21 aprile 2013 su campi in terra verde e aveva un montepremi di $50,000.

## Partecipanti

### Teste di serie
| Nazionalità | Giocatrice                | Ranking* | Testa di serie |
| ----------- | ------------------------- | -------- | -------------- |
| Stati Uniti | Coco Vandeweghe           | 94       | 1              |
| Germania    | Tatjana Maria             | 105      | 2              |
| Stati Uniti | Maria Sanchez             | 112      | 3              |
| Stati Uniti | Alexa Glatch              | 114      | 4              |
| Stati Uniti | Julia Cohen               | 124      | 5              |
| Portogallo  | Michelle Larcher de Brito | 132      | 6              |
| Stati Uniti | Jessica Pegula            | 134      | 7              |
| Cina        | Zhang Shuai               | 135      | 8              |

- Ranking all'8 aprile 2013.

### Altre partecipanti
Giocatrici che hanno ricevuto una wild card:
- Victoria Duval
- Allie Kiick
- Sachia Vickery
- Allie Will

Giocatrici che sono passate dalle qualificazioni:
- Jan Abaza
- Belinda Bencic
- Angelique van der Meet
- Laura Siegemund

Giocatrici che hanno ricevuto un entry con il protected ranking:
- Ajla Tomljanović

## Vincitrici

### Singolare
Ajla Tomljanović ha battuto in finale  Zhang Shuai con il punteggio di 2–6, 6–4, 6–3

### Doppio
Julia Cohen /  Tatjana Maria hanno battuto in finale  Irina Falconi /  Maria Sanchez con il punteggio di 6–4, 4–6, [11–9]